# サイレンジ!
サイレンジ!（SAiRENJ!）は、日本のソングライター・編曲家。
2017 年よりハイキックエンタテインメント所属。

## 楽曲提供
アイドルカレッジ
- 「Day Dreamer」（作詞・作曲・編曲）

中孝介
- 「帰らぬ日々」（作詞・作曲）

あほむし(cv.M・A・O、河野ひより、安野希世乃、和氣あず未)
- 「ココハドコ」（作曲）
  - TV アニメ『ソウナンですか?』OP

アルテミスの翼
- 「A Beautiful World」（作詞・作曲）

ウンジョン
- 「Sweet Snow」（作詞・作曲）

ENGAG.ING
- 「ラビラビLabyrinth」（作曲）

KissBee
- 「ラブカル☆みるみるティショん」（作曲）

♡'s(kyuuuns)
- 「BonBon Dance」（作詞・作曲・編曲）

倉木麻衣
- 「今宵は夢を見させて」（作曲）
  - TV アニメ「つくもがみ貸します」ED

さんみゅ～
- 「SYNCHROMANCE」（作詞・作曲）

純情のアフィリア
- 「Pray for you」（作詞・作曲）

SNUPER
- 「For Love」（作詞・作曲）

鈴木愛奈
- 「玉響」（作曲）

Chu☆Oh!Dolly
- 「3 回君の名前を呪文のように唱えたら…」（作詞・作曲・編曲）
- 「BABY 我愛你」（作詞・作曲・編曲）

天華百剣-斬-(大野柚布子、白石晴香、古賀葵)
- 「ざんなまのうた♪」（作曲）

天華百剣-斬-(鶯丸友成(CV:清水彩香)、大兼光(CV:杉山里穂)、五虎退吉光(CV:野村真悠華）
- 「はじまりの鐘」（久下真音と共作曲）

天華百剣-斬-(鬼神丸国重(CV:天海由梨奈) & 小狐丸(CV:近藤玲奈) & 島津正宗(CV:小野早稀) & 微塵丸(CV:阿部笑華))
- 「フレフレTRY! ～君に捧げる応援歌～」（作曲）

でんぱ組.inc
- 「でんぱっていこーぜ!!」（作詞・作曲）

ときめき♡宣伝部
- 「Ei-Ei-Oh!」（作詞・作曲）

ドリフトエンジェルス
- 「Happy Birthday」（共作詞・編曲）
- 「Winning Girl」（共作詞・作曲・編曲）

虹のコンキスタドール
- 「ジャポニジフェス」（作曲）
- 「サイコダイブ」（作詞・作曲）

虹のファンタジスタ
- 「サマ☆フェス」（作詞・作曲）

Next☆Rico
- 「Perfect Dreamer」（作詞・作曲）

ピュアリーモンスター
- 「らぶティカル☆パレード」（作詞・作曲）
- 「Forever My Friend」（作曲）

藤田麻衣子
- 「タンポポ」(作曲)

Proud of Surf Junkie(cv. 岡本信彦, 森久保祥太郎)
- 「Million Secrets」(作曲)
  - WAVE!!〜サーフィンやっぺ!!〜 キャラクターソング

MILLEA
- 「さよなら、わたし」（作曲）

矢野水音
- 「ふたりに祝福を」（作曲）
  - TV アニメ「久保さんは僕を許さない」挿入歌

ルルネージュ
- 「Ring Ding Dong!」（作曲・編曲）
- 「ぎゅっとサマー!!!」（作曲）

Wakana
- 「ひらり ひらり」（作詞・作曲）

WONDER CORONA! 桐原アトム (CV.増田俊樹)、緋室キラ (CV.大河元気)、新堂ツバサ (CV.蒼井翔太)
- 「Still Green」（作曲）
  - MARGINAL#4 シャッフルユニット